# سیندره واله اگلی
سیندره واله اگلی (انگلیسی: Sindre Walle Egeli؛ زادهٔ ۲۱ ژوئن ۲۰۰۶) بازیکن فوتبال اهل نروژ است که در حال حاضر برای باشگاه فوتبال نورشلان بازی می‌کند. 
از باشگاه‌هایی که در آن بازی کرده است می‌توان به باشگاه فوتبال نورشلان اشاره کرد.
وی همچنین در تیم‌های ملی فوتبال زیر ۱۵، ۱۶، ۱۷، ۱۸، ۱۹و  ۲۱ سال نروژ و همچنین بزرگسالان نروژ بازی کرده است.

## دوران باشگاهی
واله اگلی متولد لارویک است. سیندره واله اگلی دوران جوانی خود را بین آکادمی‌های نانست و ساندفیورد گذراند. در اولین بازی خود برای باشگاه فوتبال ساندفیورد ۲، او همه پنج گل را در پیروزی ۵–۰ مقابل باشگاه فوتبال تیه به ثمر رساند. او به عنوان یک مهاجم بسیار گلزن در سطح جوانان و ذخیره شناخته می‌شد و به ارلینگ هالند، فوتبالیست نروژی دیگر تشبیه می‌شد.
در فوریه ۲۰۲۲، اعلام شد که سیندره واله اگلی به دانمارک منتقل خواهد شد تا به آکادمی باشگاه فوتبال نورشلان بپیوندد.

## دوران ملی
سیندره واله اگلی برای تیم ملی بزرگسالان نروژ در تاریخ ۶ سپتامبر ۲۰۲۴ در یک بازی لیگ ملت‌ها مقابل تیم ملی  فوتبال قزاقستان در استادیوم مرکزی آلماتی به میدان رفت. او در دقیقه ۸۴ به جای آنتونیو نوسا وارد زمین شد و بازی بدون گل به پایان رسید.

## زندگی شخصی
سیندره واله اگلی برادر کوچکتر وتله واله اگلی است. وتله نیز بازیکن فوتبال است.